# Newry
För andra betydelser, se Newry (olika betydelser).

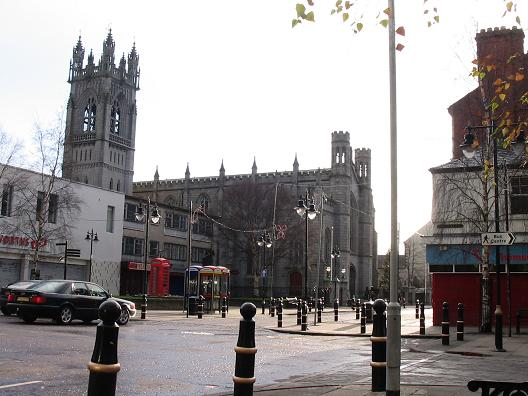
Katolska katedralen i Newry

Newry (iriska: Iúr Cinn Trá eller An tIúr) är en stad i grevskapen Armagh och Down i Nordirland. Staden är ett av två säten för administrationen i distriktet Newry, Mourne and Down och hade år 2004 omkring 2 9000 invånare.
Staden uppstod kring ett cistercienserkloster som grundlades år 1144. Den fick eftertraktad reklam som en marknadsstad och en garnison blev placerad här. Den första kanalen Newrykanalen på Irland blev öppnad här mellan Lough Neagh och Newry år 1742. Newry blev nu även en hamnstad. I samband med drottning Elizabeths femtioårsjubileum som regent år 2002, fick staden status som city.
De mest framträdande byggnaderna i Newry är den katolska katedralen och rådhuset. Katedralen har ett tämligen normalt utseende på utsidan, men insidan är dekorerat med mosaik, något som drar tankarna mer mot östliga kyrkor än traditionell irländsk kyrkokonst. Två av Irlands äldsta kyrkor finns i Newry.
På grund av republiken Irlands sämre ekonomi (2009) är Newry, med dess närhet till Irland, en populär köpstad för irländare.
Det tidigare distriktet Newry and Mourne (iriska: Comhairle an Iúir agus Múrna ) har den högsta andelen katoliker bland Nordirlands distrikt och detta har fört med sig att stadsfullmäktige domineras av Social Democratic and Labour Party och Sinn Féin.
Det iriska namnet på staden, An tIúr, är en modern sammansatt form. Den äldre formen An Iubhir Chinn Traha betyder Idegranen vid änden av stranden. Detta är en hänvisning till legenden om att St. Patrick ska ha planterat en idegran där under 400-talet. I modern iriska används det fulla namnet sällan.